# Sounds
Sounds var en musikfestival arrangeret af DSB S-tog i 2011. Festivalen havde fem scener fordelt over hele København.
Bl.a. optrådte følgende kunstnere:
- Freja Loeb
- Dúné
- Sanne Salomonsen
- Helgi Jónsson
- Tina Dickow
- Burhan G
- Fallulah
- Carpark North
- Alphabeat